# Дом Борхарда
Дом Бо́рхарда — жилой дом с предприятиями общественного питания. Расположен в историческом центре города Выборга на Подгорной улице. Построенный в XVII веке трёхэтажный дом, получивший современный облик в результате восстановления в конце XX века по проекту архитектора С. Алексеева, включён в перечень памятников архитектуры.

## История
После опустошительных пожаров, уничтоживших хаотичную деревянную застройку шведского Выборга, инженером А. Торстенсоном был в 1640 году составлен первый регулярный план города. На проложенной согласно плану Епископской улице развернулось строительство каменных бюргерских домов, и одним из первых стал построенный в 1653 году на фундаменте средневекового сооружения дом немецкого купца Антона (Антония) Борхарда (иначе — Борхарта, Борхардта). Поставленное на крутом подъёме здание считалось в то время одним из лучших и нарядных городских домов. Стены сводчатых помещений цокольного этажа, сложенных из кирпича и дикого камня, прорезаны оконными проёмами с полуциркулярным завершением, а в кирпичных стенах двух верхних этажей устроены одинаковые прямоугольные окна. В погребах четырёхметровой высоты расположилось питейное заведение — винные погреба, причём для каждого погребка предусмотрен отдельный вход с улицы. Расположенный напротив дома епископа поблизости от Выборгской ратуши винный погреб стал не только местом отдыха, но и местом заключения с ратманами сделок, которые по обыкновению следовало «закрепить» либо распитием вина, либо его преподнесением в подарок заинтересованному купцу. Для привлечения посетителей Борхардом был введён обычай подачи в качестве закуски пирожка, в котором самым удачливым посетителям могли попасться настоящие жемчужины. Винный погребок Борхарда пользовался широкой известностью в качестве старейшего в Шведской Финляндии питейного заведения такого типа.
После смерти Антона Борхарда владельцами дома стали братья Хавеманы — представители купеческой семьи из Любека. В дальнейшем дом сменил ещё множество владельцев, неоднократно горел и восстанавливался. В XIX веке к нему пристроили одноэтажный деревянный флигель. В ходе советско-финских войн (1939—1944) дом получил большие повреждения, и в 1950-х стены здания разобрали до нижнего надземного яруса (собственно погребов, засыпанных песком с целью консервации). Позже остатки здания были поставлены на учёт в качестве архитектурно-исторического памятника.
В условиях развернувшейся с 1953 года кампании по борьбе с «архитектурными излишествами», идеи которой были позже закреплены знаменитым постановлением «Об устранении излишеств в проектировании и строительстве», восстановление дома в первоначальном виде было невозможно, но возведение на свободных участках в центре Выборга типовых зданий советской архитектуры — «хрущёвок», не сочетающихся с фасадами соседних зданий более раннего времени, не украсило городскую застройку и было подвергнуто критике с последующим запретом на типовое строительство в историческом центре города. С изменением политики СССР в архитектурно-строительном деле, приведшим к формированию нового направления — неоисторической архитектуры постмодернизма — появилась возможность воссоздания дома.
В 1980-х годах, когда стали рассматриваться варианты индивидуальной застройки участка в заповедной части Выборга, был одобрен проект архитектора Сергея Алексеева, предусматривающий реставрацию погреба с восстановлением утраченных этажей и достройкой дополнительных объёмов. Главный уличный фасад воссоздан с ориентацией на облик XVIII века, а дворовой фасад и пристройка спроектированы в соответствии с современными требованиями для лучшей инсоляции. Нетиповой планировкой предусмотрены большие кухни, толщина стен — 640 мм вместо стандартных для того времени 510. Особенностями сложного рельефа участка обусловлены отличия в восприятии постройки: с улицы Подгорной дом двухэтажный с цокольным этажом (погребами), а со двора имеет три этажа. При этом во флигеле, восстановленном в камне на месте деревянного, со стороны двора имеется дверь на высоте примерно двух метров над землёй: проектом предусмотрена лестница, но её так и не пристроили. Крыша покрыта старинной черепицей. Здание соединяется подземным ходом с соседним домом Гроеля.
После воссоздания здания архитектор С. Алексеев поселился в одной из квартир дома Борхарда. А цокольный этаж заняли ресторан с залом на 60 посадочных мест и кафе.

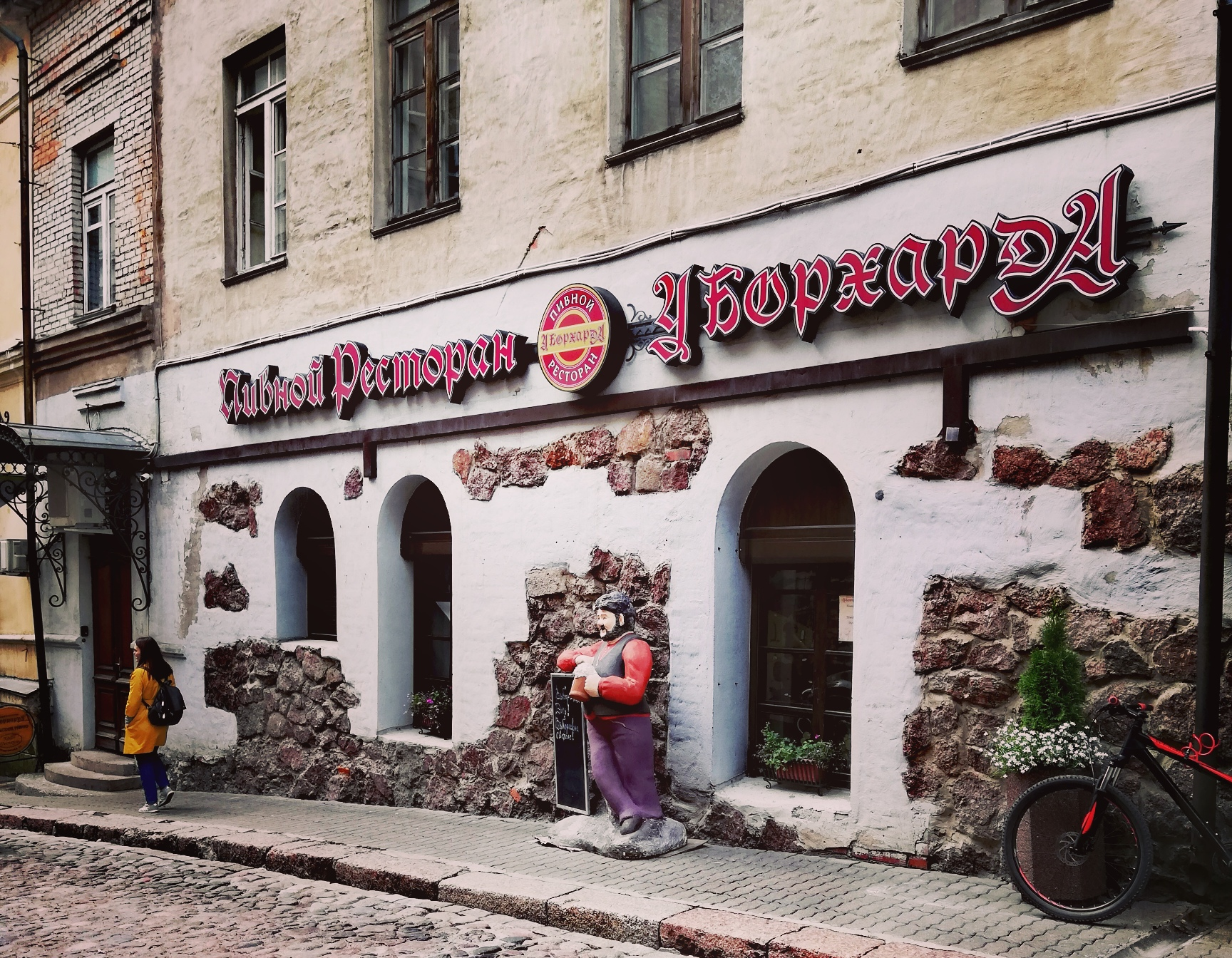
Цокольный этаж с рестораном
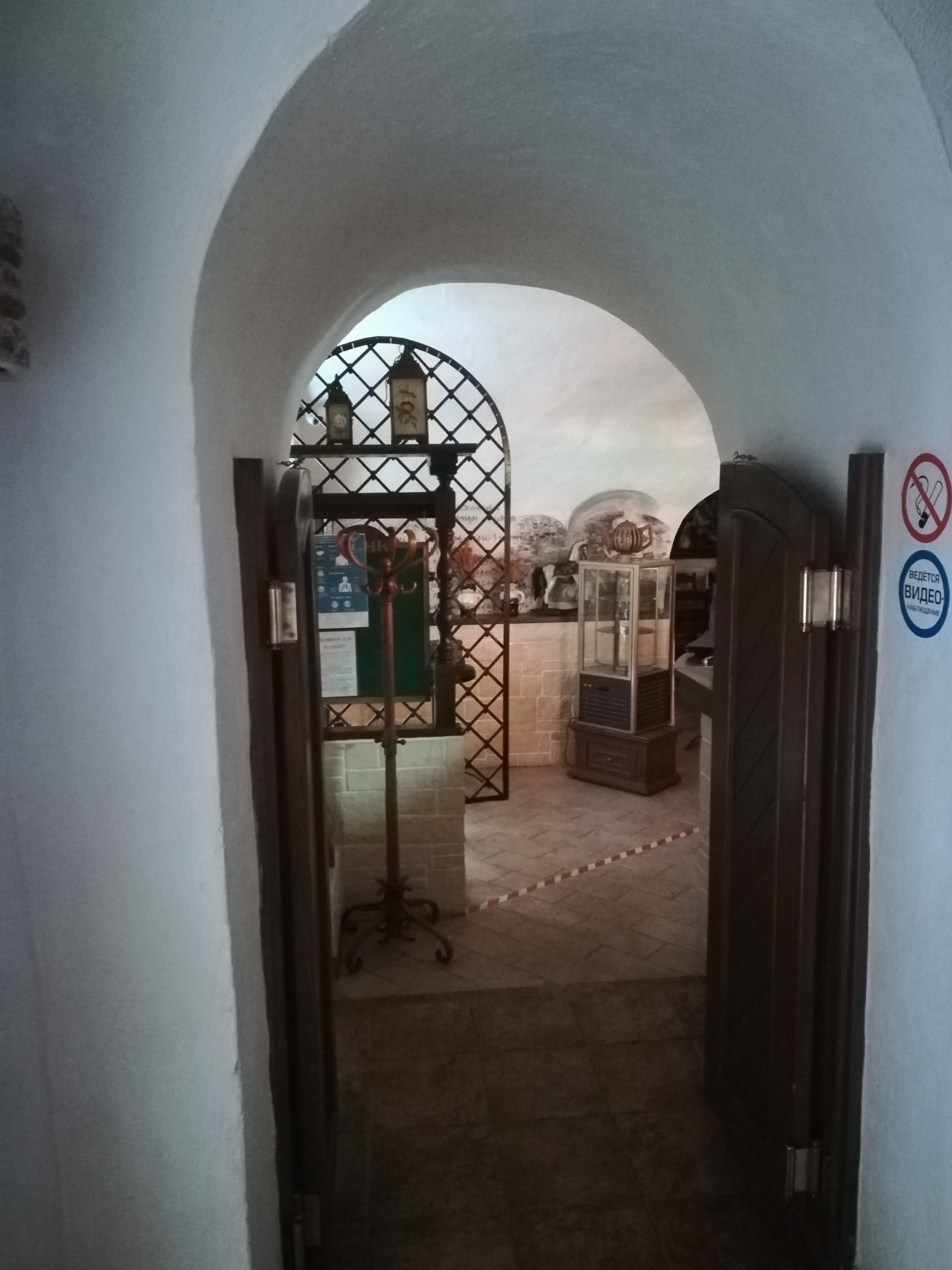
Сводчатый проход
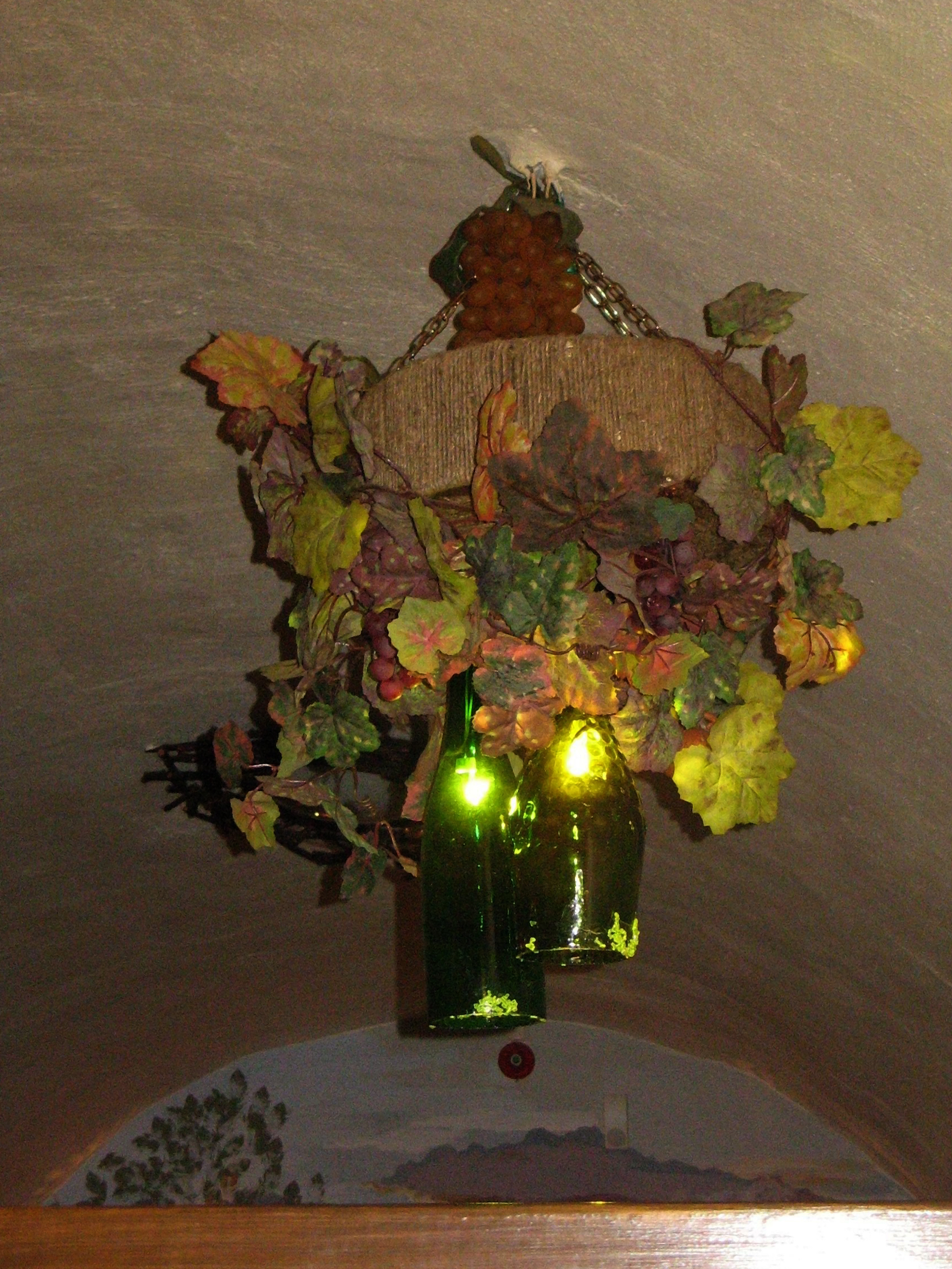
Деталь интерьера ресторана